# La Gravelle
La Gravelle é uma comuna francesa na região administrativa da Pays de la Loire, no departamento de Mayenne. Estende-se por uma área de 6,23 km². Em 2010 a comuna tinha 565 habitantes (densidade: 90,7 hab./km²).